# تراق
التراقي هو تمايز الخلايا إما إلى وظيفة أعلى أو إلى مستوى أعلى من التنظيم (مستوى تنظيمي أعلى).